# StatoilHydro
StatoilHydro è un'impresa norvegese del settore dell'energia, nata nel 2007 dalla fusione di Statoil con la divisione petrolifera e del gas di Norsk Hydro (Hydro Oil & Gas), fornitore di alluminio e prodotti dell'alluminio.
StatoilHydro è la più grande impresa al mondo per l'estrazione del petrolio in mare e la più grande per entrate nelle regioni del nord Europa.
La compagnia è una compagnia petrolifera completamente integrata con le operazioni di produzione in 13 paesi e operazioni al dettaglio in 8.
Il 2 novembre 2009 la StatoilHydro ASA ha cambiato la propria denominazione in Statoil ASA.